# Okręg La Châtre
Okręg La Châtre (fr. Arrondissement de La Châtre) – okręg w środkowej Francji, w departamencie Indre. Populacja wynosi 33 500.

## Podział administracyjny
W skład okręgu wchodzą następujące kantony:
- Aigurande,
- Éguzon-Chantôme,
- La Châtre,
- Neuvy-Saint-Sépulchre,
- Sainte-Sévère-sur-Indre.